# Wildest Dreams
Wildest Dreams – 15 płyta amerykańskiej wokalistki Tiny Turner wydana w 1996 roku.
Album w Polsce uzyskał status złotej płyty.

## Lista utworów
1. „Do What You Do”
2. „Whatever You Want”
3. „Missing You”
4. „On Silent Wings”
5. „Thief of Hearts”
6. „In Your Wildest Dreams”
7. „Goldeneye”
8. „Confidential”
9. „Something Beautiful Remains”
10. „All Kinds of People”
11. „Unfinished Sympathy”
12. „Dancing in My Dreams”